# Birte Wehrenbrecht
Birte Wehrenbrecht (verheiratete Birte Janson) (* 15. Januar 1980) ist eine ehemalige deutsche Basketballspielerin.

## Werdegang
Wehrenbrecht besuchte das Theodor-Heuss-Gymnasium in Freiburg im Breisgau. Im Alter von 15 Jahren begann sie mit dem Basketball, ihre Anfänge in der Sportart machte sie im Schulwettbewerb Jugend trainiert für Olympia.
Sie stieg im Jahr 2000 mit dem USC Freiburg in die 1. Damen-Basketball-Bundesliga auf und erreichte mit den Breisgauerinnen in der ersten Bundesliga-Saison 2000/01 das Viertelfinale. 2002 zog die 1,83 Meter messende Flügelspielerin mit dem USC im deutschen Pokalwettbewerb ins Endspiel ein, man verlor jedoch gegen Wuppertal. Im Spieljahr 2003/04 stand Wehrenbrecht mit ihren Mitspielerinnen im Halbfinale um die deutsche Meisterschaft, dort ereilte sie das Aus gegen den späteren Titelgewinner Wasserburg. Das Erreichen der Vorschlussrunde wurde 2005/06, 2006/07, 2007/08 und 2009/10 wiederholt. Wehrenbrecht bestritt drei A-Länderspiele für Deutschland (alle im Juli 2008). Im Spieljahr 2009/10 war sie letzte verbliebene Spielerin im Freiburger Aufgebot, die den Bundesliga-Aufstieg 2000 mitgemacht hatte. Wehrenbrecht, die Sportlerin der Stadt Freiburg des Jahres 2006, verabschiedete sich 2010 vom Leistungsbasketball.